# Ferdinand von Schirach

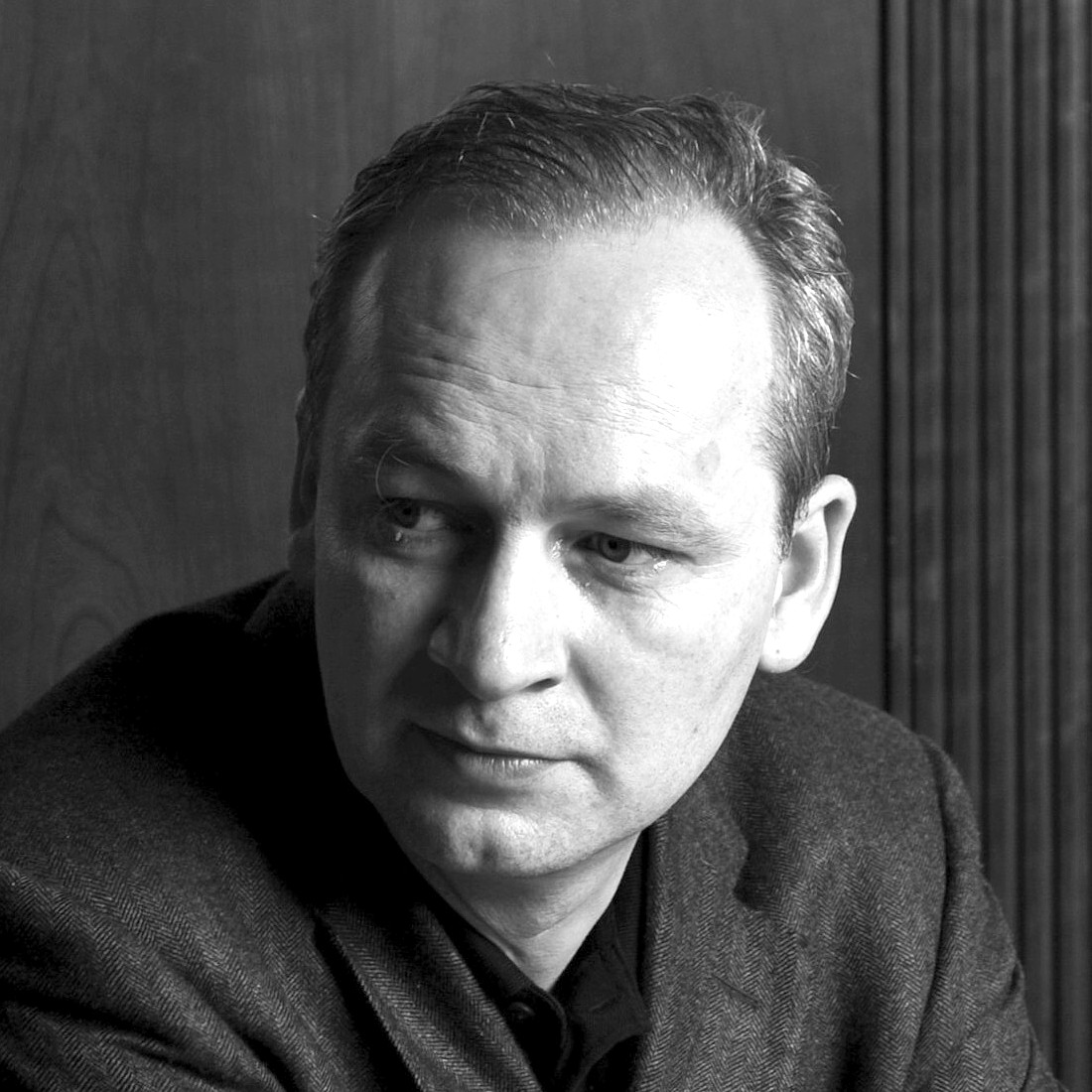
Ferdinand von Schirach, 2009

Ferdinand von Schirach (München, 12 mei 1964) is een Duitse (toneel)schrijver en (strafrecht)advocaat.

## Familie
Schirach is de zoon van de Münchener zakenman Robert von Schirach (1938-1980) en de kleinzoon van de nazi-jeugdleider Baldur von Schirach. Hij is een neef van schrijver Benedict Wells.

## Jeugd, opleiding, advocatuur
Hij groeide tot zijn vierde jaar op in München en bracht de rest van zijn jeugd door op het familielandgoed in Trossingen aan de Baar. Na de scheiding van zijn ouders, op zijn tiende, ging hij naar het jezuïetencollege van St. Blasien. Hier deed hij ook zijn middelbareschool-eindexamen. Na zijn middelbareschooltijd ging hij in militaire dienst.
Na zijn rechtenstudie in Bonn en een advocatenstage in Keulen vestigde hij zich in 1994 in Berlijn als advocaat gespecialiseerd in strafrecht. Bekende cliënten van Von Schirach waren onder anderen Norbert Juretzko en Günter Schabowski.

## Schrijverschap
Op 45-jarige leeftijd publiceerde hij zijn eerste korte verhalen. Schirach is een van de succesvolste schrijvers in Duitsland, wiens boeken wereldwijd een bestseller werden. Zijn boeken zijn in meer dan veertig landen verschenen.
- Bibsys: 11013528
- Biblioteca Nacional de España: XX5156098
- Bibliothèque nationale de France: cb16278105q (data)
- Catàleg d'autoritats de noms i títols de Catalunya: 981058508897606706
- CiNii: DA17226019
- Gemeinsame Normdatei: 138992215
- International Standard Name Identifier: 0000 0001 2144 3343
- Library of Congress Control Number: no2009156689
- MusicBrainz: afeeee8b-1e21-4035-8539-cf979edd974e
- Bibliotheek van het Japanse parlement: 01229994
- Nationale Bibliotheek van Tsjechië: xx0132881
- Nationale Bibliotheek van Israël: 987007498986005171
- Nationale Bibliotheek van Polen: a0000002506893
- Nederlandse Thesaurus van Auteursnamen: 322252369
- Istituto Centrale per il Catalogo Unico: PARV563368
- LIBRIS: 348379
- Système universitaire de documentation: 148000827
- Virtual International Authority File: 255688746
- WorldCat: E39PBJmpfqjpjcTPxcPcmkPG73